# Abanico de guerra

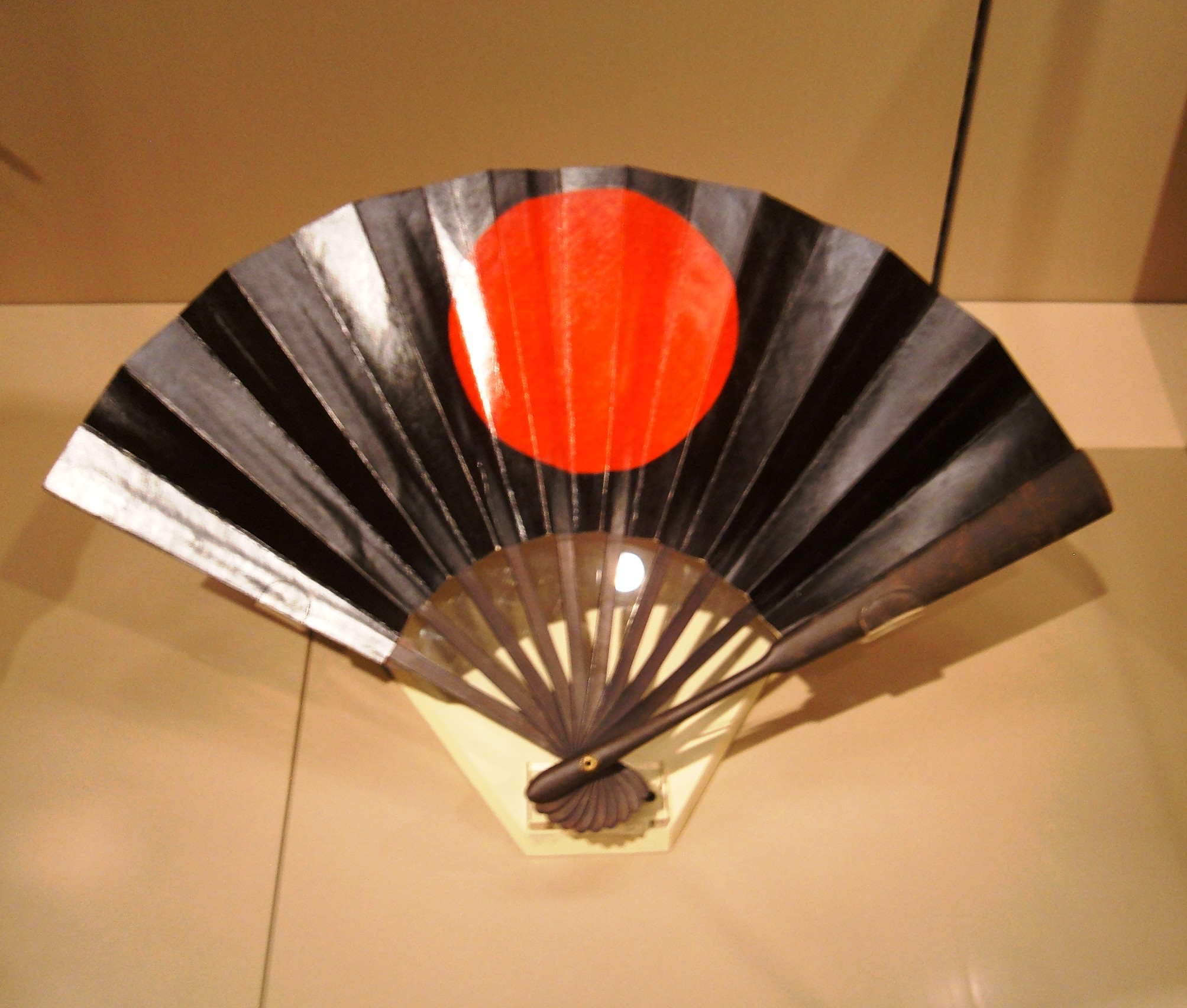
Antiguo abanico de guerra gunsen japonés (samurái) del periodo Edo, hecho de hierro, bambú y laca representando al sol (1800-1850) en exhibición en el Museo de Arte Asiático de San Francisco, California.

Un abanico de guerra o tessen (鉄扇 en japonés) es un abanico diseñado para su uso en la guerra. Varios tipos de abanicos de guerra fueron utilizados por la clase samurái del Japón feudal.

## Descripción
Los abanicos de guerra variaban en tamaño, material, forma y uso. Uno de los usos más importantes fue como un dispositivo de señalización. Los abanicos de señalización fueron de dos variedades:
- Un abanico verdadero que tiene varillas de madera o de metal con papel lacado unido a las varillas y una cubierta metálica exterior.
- Un abanico macizo abierto hecho de madera o metal, muy similar al gunbai usado en la actualidad por árbitros sumo.[2]

El comandante habría de levantar o bajar su abanico y apuntar de maneras diferentes para emitir órdenes a los soldados, que luego se transmitirían por otras formas de señalización visible y audible.
Los abanicos de guerra también podían ser utilizados como armas. El arte de la lucha con los abanicos de guerra es tessenjutsu.

## Tipos de abanicos de guerra japoneses

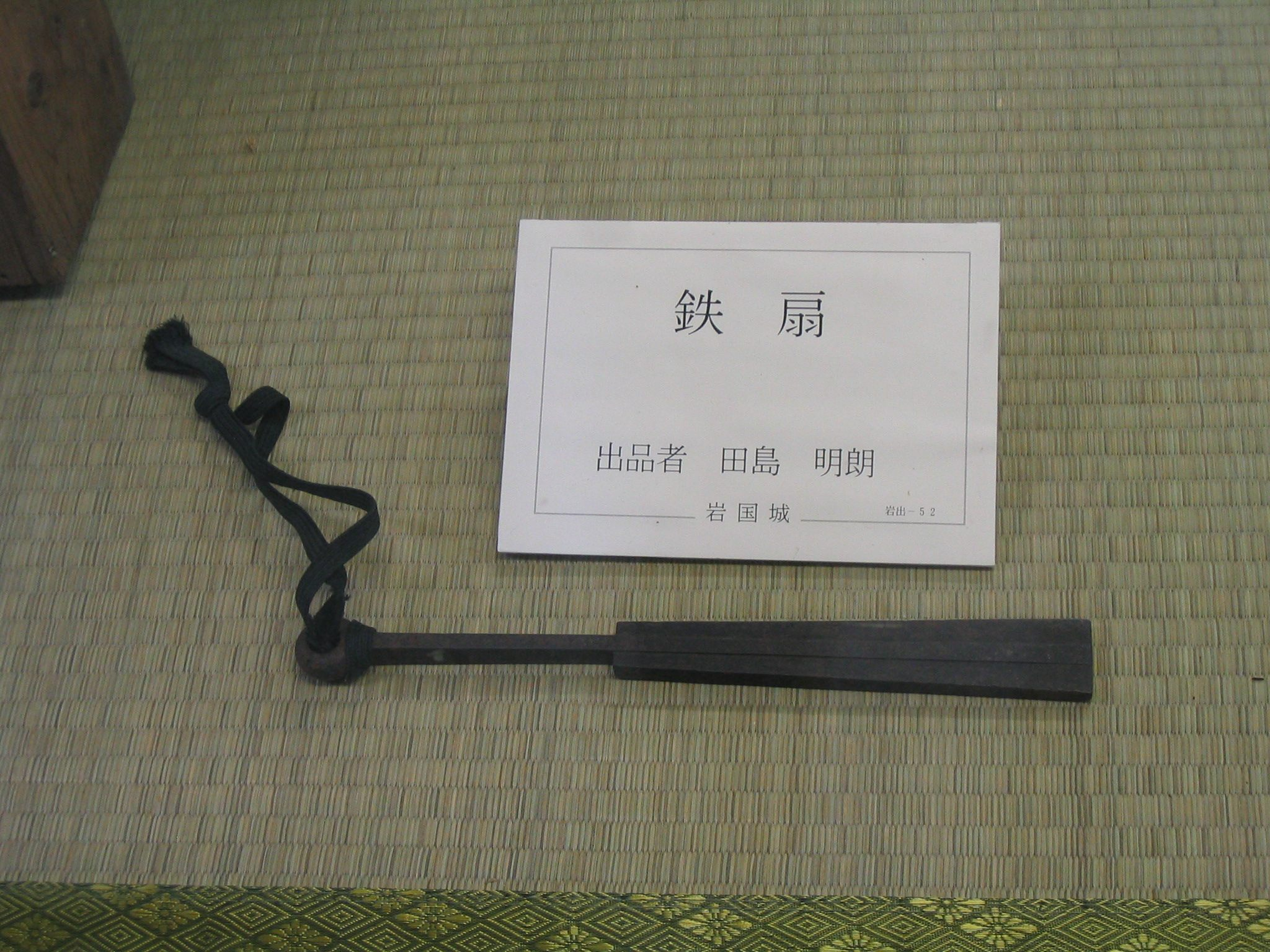
Un tessen (abanico de hierro) en exhibición en el Castillo Iwakuni, Japón.

- Gunbai (gumbai), gunpai (gumpai) o dansen uchiwa (軍配) eran grandes abanicos macizos y abiertos que podían ser de hierro macizo, metal con alma de madera o madera maciza, que fueron llevados por oficiales de alto rango.[4] Fueron utilizados para evitar las flechas, como sombrilla y para señalar a las tropas.[5][6]
- Gunsen (軍扇) eran abanicos plegables usados por los guerreros promedio para ventilarse ellos mismos. Estaban hechos de bronce, latón, madera o un metal similar a los radios interiores, y de un uso frecuente de hierro fino u otros metales para los radios exteriores o la cobertura, haciéndolos ligeros pero fuertes.[1] Los guerreros colgaban sus abanicos en una variedad de lugares, más típicamente en la correa o en el pectoral, aunque este último a menudo impidió el uso de una espada o un arco.
- Tessen (鉄扇) eran abanicos plegables con radios exteriores hechos de fuertes placas de hierro que fueron diseñados para parecerse a los abanicos plegables normales e inofensivos o sólidos garrotes con la forma y apariencia de un abanico cerrado. Los samurái podían llevar estos a lugares donde las espadas u otras armas abiertamente no eran permitidas, y algunas escuelas de esgrima incluían el entrenamiento en el uso del tessen como arma. El tessen también se utilizó para defenderse de las flechas y dardos, como arma arrojadiza y como una ayuda en la natación.[3]

## Abanicos de guerra en la historia y el folclore

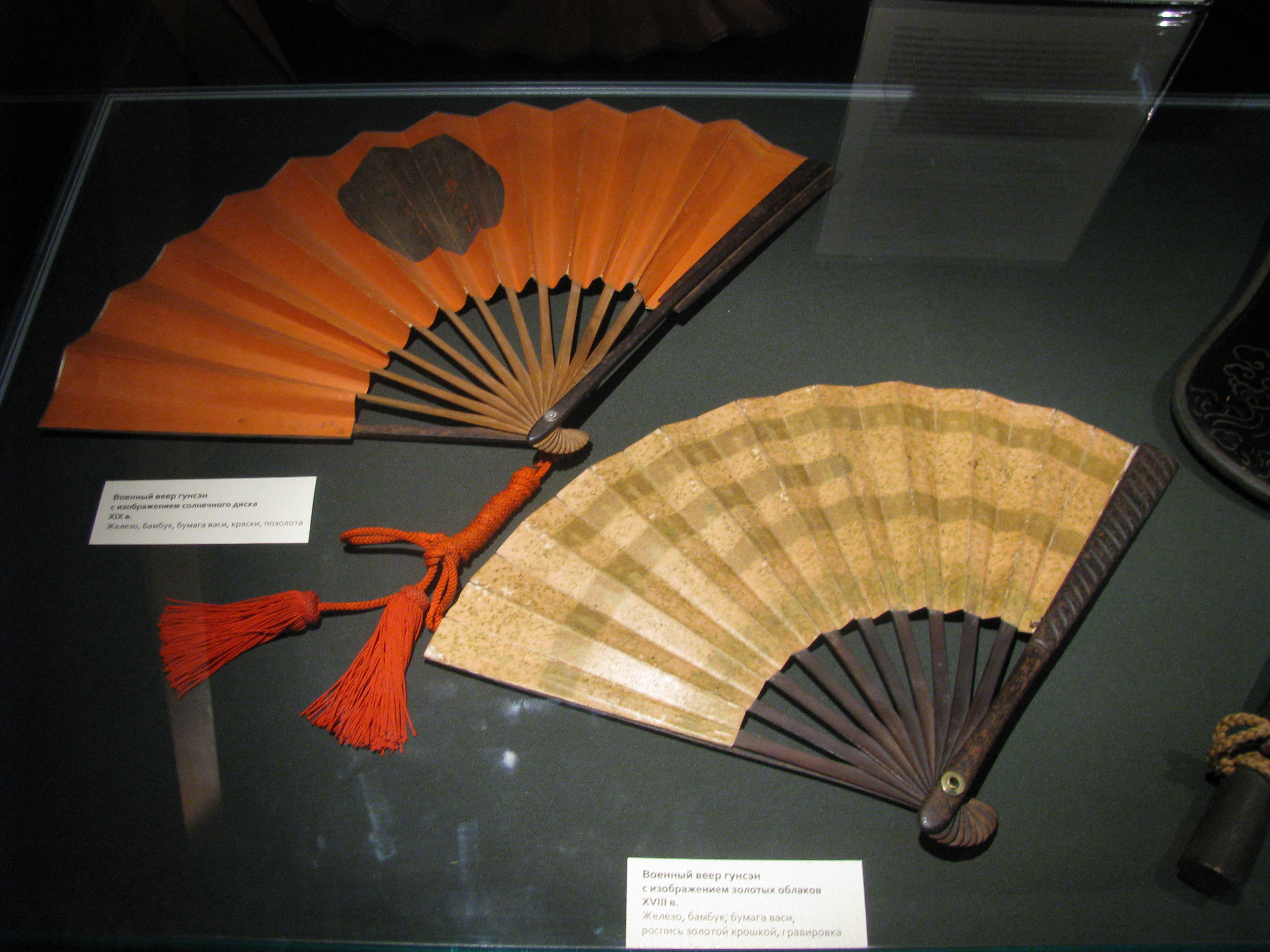
Abanicos de guerra japoneses

Una famosa leyenda en particular que involucra la participación de los abanicos de guerra tiene que ver con una confrontación directa entre Takeda Shingen y Uesugi Kenshin en la Cuarta Batalla de Kawanakajima. Kenshin irrumpió en la tienda de mando de Shingen a caballo, después de haber atravesado todo su ejército y atacó; su espada fue desviada por el abanico de guerra de Shingen. No está claro si Shingen repelió con un tessen, un dansen uchiwa, o alguna otra forma de abanico. Sin embargo, era muy raro que los comandantes lucharan directamente, y en especial para un general defenderse de manera eficaz cuando se lo toma tan desprevenido.
Se dice que Minamoto no Yoshitsune derrotó al gran monje guerrero Saitō Musashibō Benkei con un tessen.
Se dice que Araki Murashige utilizó un tessen para salvar su vida cuando el gran jefe militar Oda Nobunaga intentó asesinarlo. Araki fue invitado ante Nobunaga, y fue despojado de sus espadas en la entrada de la mansión, como era costumbre. Cuando se realizó la acostumbrada reverencia en el umbral, Nobunaga intentó cerrar las puertas corredizas de la sala en el cuello de Araki, matándolo. Sin embargo, Araki supuestamente colocó su tessen en las ranuras del suelo, impidiendo que las puertas se cerraran.
El clan Yagyū, instructores de espada de los shogunes de Tokugawa, incluyeron tessenjutsu en su escuela de artes marciales, el Yagyū Shinkage-ryū.
El samurái Sasaki Kojirō dominaba varias armas, entre ellas el tessen. Una vez se defendió él solo de tres rivales con un tessen.

## En la cultura popular

### Videojuegos
- Samurai Warriors (Sengoku Musou):  Takeda Shingen maneja un abanico uchiwa en el primer juego.[7]
- Samurai Warriors 2 (Sengoku Musou 2):  Ishida Mitsunari utiliza abanicos de guerra.[8]
- Fatal Fury/The King of Fighters: Mai Shiranui utiliza varios abanicos de guerra hechos de madera y papel como arma.[9]
- Mortal Kombat: Kitana lleva por armas principales un par de abanicos metalizados tanto en los videojuegos, series y películas.

- Team Fortress 2: el scout puede abrir un abanico de guerra como arma de cuerpo a cuerpo.
- Guilty Gear: Anji Mito usa dos abanicos para pelear llamados Zessen, los cuales tienen que ver con un apocalipsis en el argumento del juego.

### Películas
- Le Pacte des Loups: Sylvia (Monica Bellucci) utiliza un abanico de guerra en el clímax de la película.

### Manga, dibujos animados y anime
- Tate no Yūsha no Nariagari, un personaje antagónico llamado Glass usa una versión muy estilizada de esta arma.
- InuYasha son utilizados por Kagura.[11]
- Naruto, son utilizados por Temari[12] y Madara Uchiha.[13]
- Código Lyoko, son utilizados  por Yumi Ishiyama.
- Nurarihyon no Mago, son utilizados por Hagoromo Gitsune.
- Saiyuki, son utilizados por Genjyo Sanzo.
- Daitarn 3, son utilizados por el robot que lleva el mismo nombre.
- Utawarerumono, el arma del personaje principal es un abanico de guerra.
- Avatar: la leyenda de Aang, son utilizados por Las guerreras de Kyoshi.[14]
- Las Tortugas Ninja, los abanicos son utilizados por April O'Neil.[15]
- Dragon Ball, Son Goku debe usar el Bashō Sen,[16] un gunbai mágico para sofocar un incendio en el castillo de su futura esposa Chichi.

## Galería

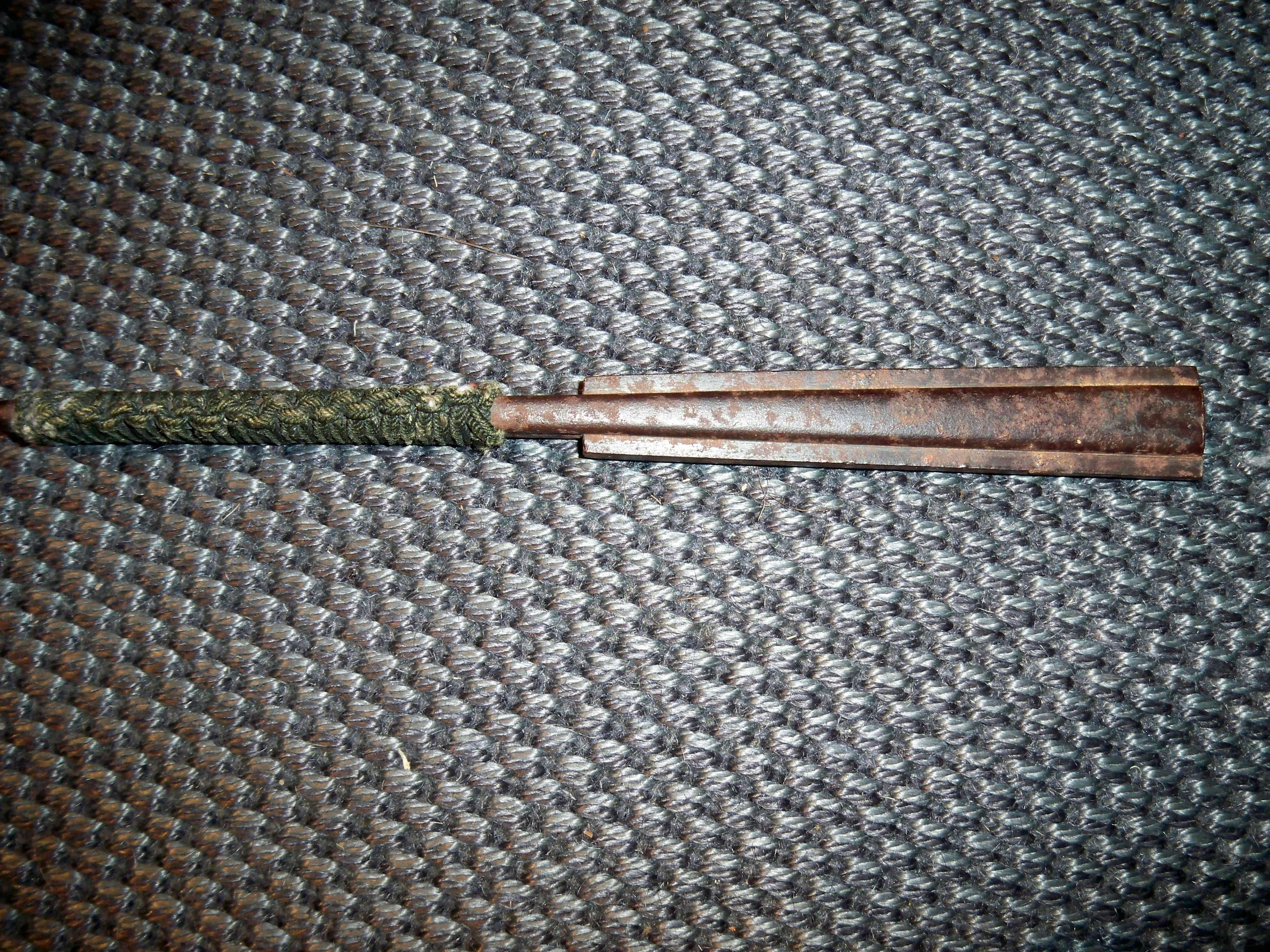
Antiguo abanico tessen japonés (samurái) del período Edo de hierro macizo
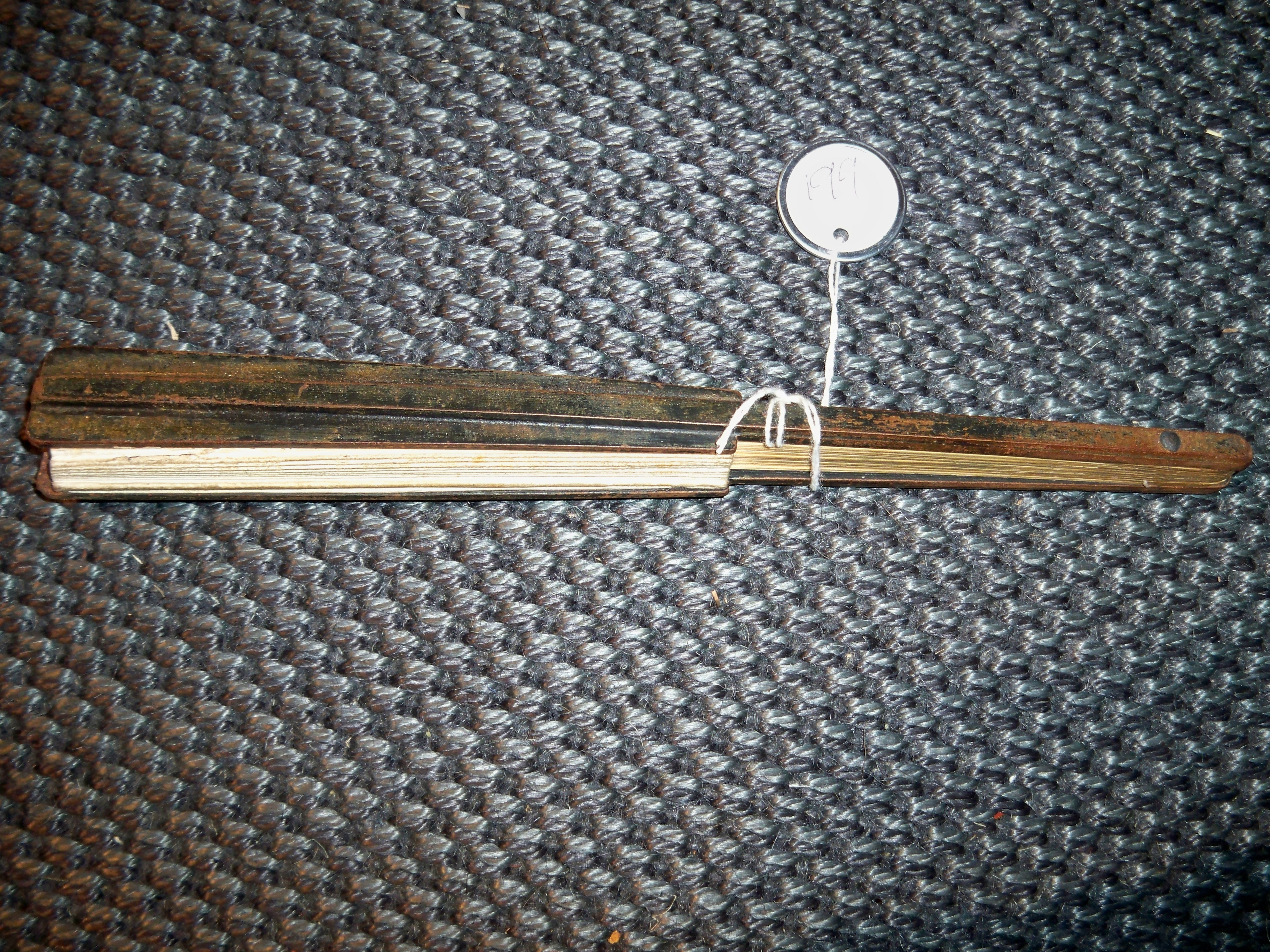
Un abanico tessen japonés de hierro con varillas de madera
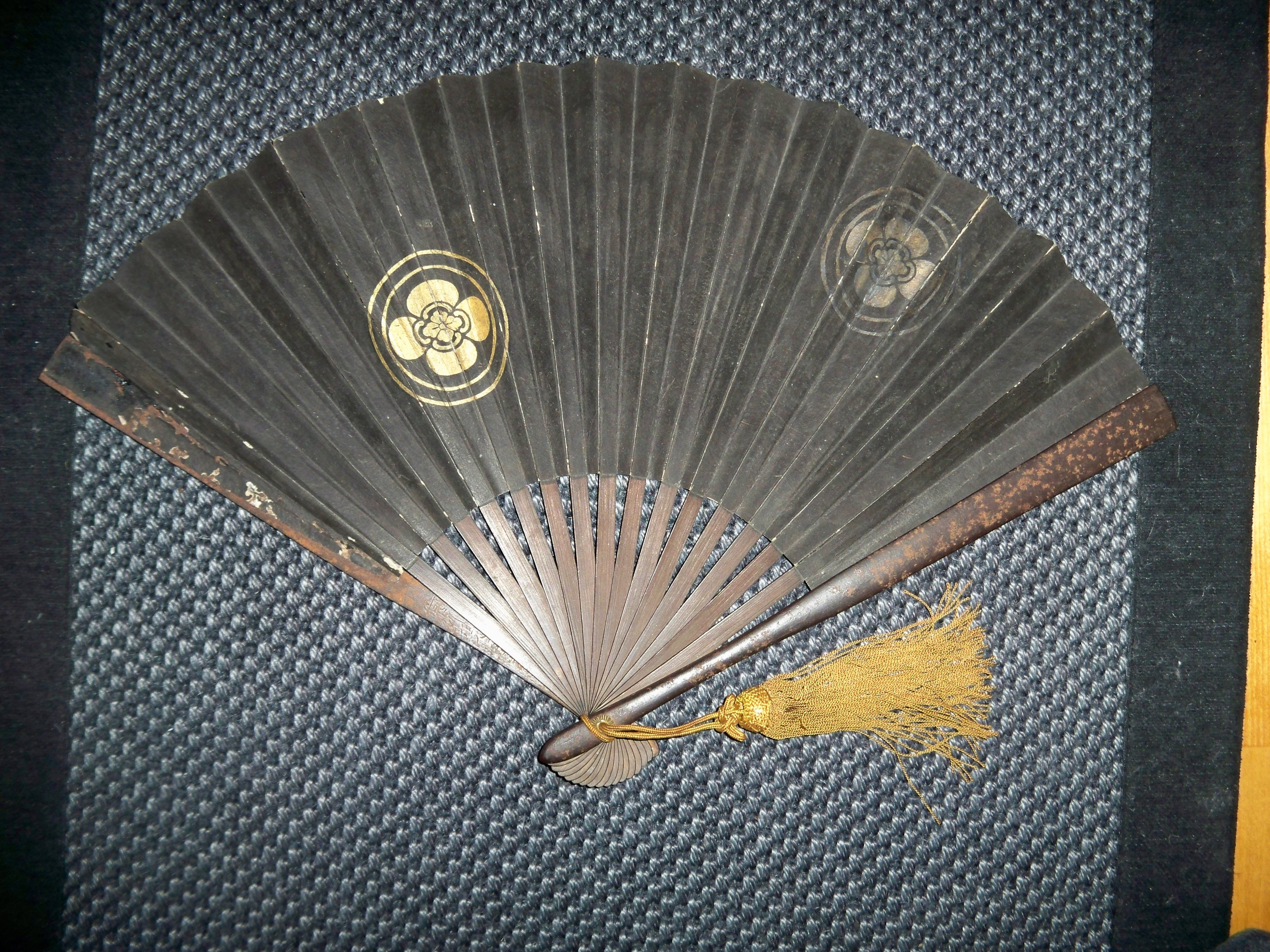
Antiguo abanico gunsen japonés (samurái) del período Edo con varillas de madera y cubierta exterior de hierro
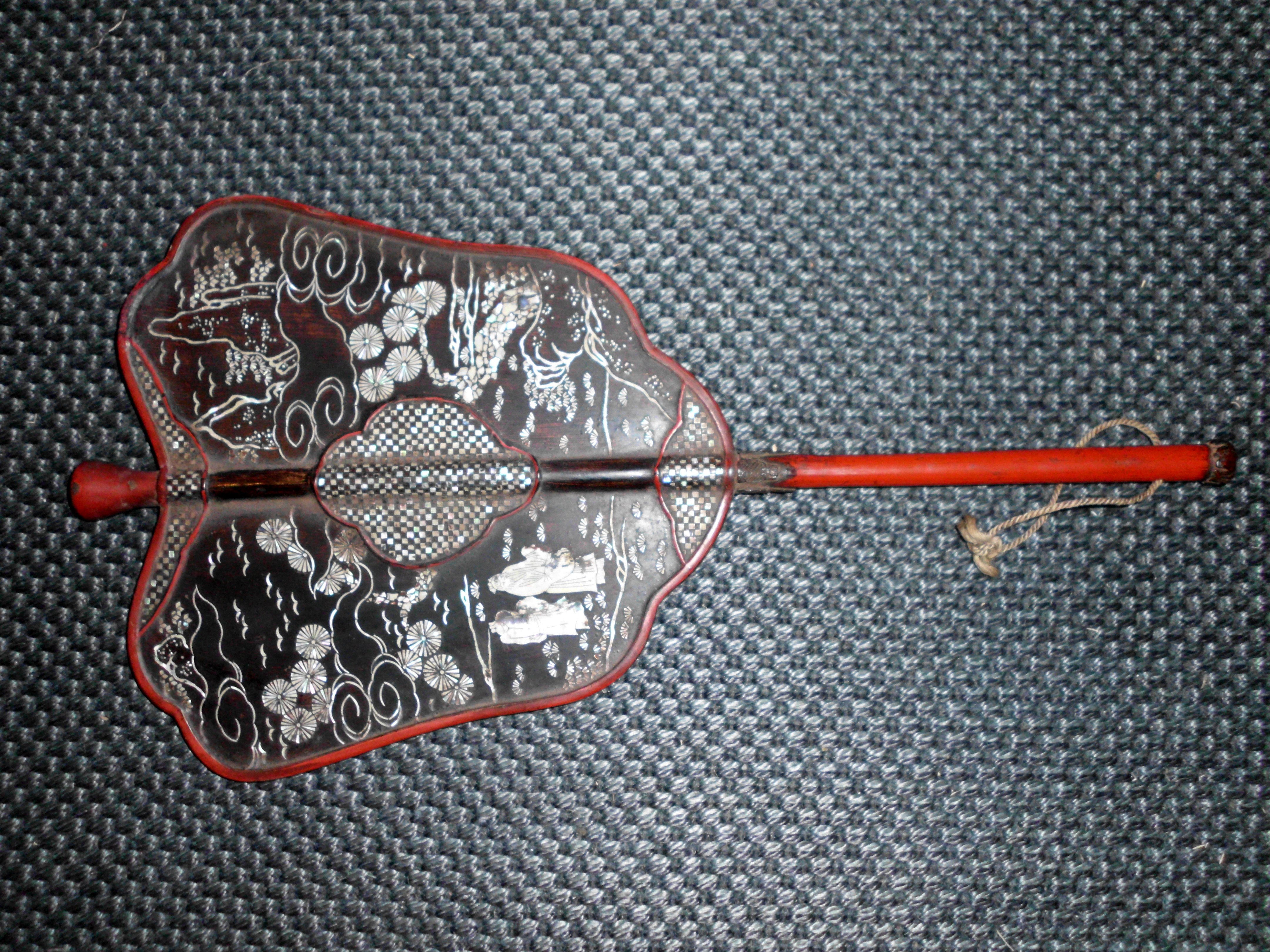
Antiguo abanico de guerra gunbai japonés (samurái). Madera y laca con incrustación.